# Nursing Interventions Classification
De Nursing Interventions Classification (NIC) is een classificatie van verpleegkundige interventies. Een verpleegkundige interventie is elke behandeling die een verpleegkundige op grond van haar deskundige oordeel en klinische kennis uitvoert. Een verpleegkundige interventie maakt deel uit van het  verpleegkundig proces: diagnosen - resultaten - interventies.

## Geschiedenis
De Nursing Interventions Classification is ontwikkeld in 1991 door de Universiteit van IOWA. De eerste Amerikaanse editie verscheen in 1992. In de zesde, meest recente Amerikaanse editie staan 554 interventies beschreven, deze is vertaald naar het Nederlands in de vierde, herziene editie, uitgebracht in 2016 en is voor het eerst ook beschikbaar via een app.

## Taxonomie
De taxonomie van de verpleegkundige interventies telt drie niveaus. Op het hoogste, meest abstracte niveau worden zeven domeinen onderscheiden. Elk domein is onderverdeeld in klassen. Elke klasse bestaat uit een groep verwante interventies die het derde niveau van de taxonomie vormen.
|          |          |          |                                                 |                                                        |                                          |                            |                            |                                  |                                                 |
| Domein   | Domein   | Domein   | Elementair fysiologische functies               | Complex fysiologische functies                         | Gedrag                                   | Veiligheid                 | Gezin en familie           | Gezondheids-zorgstelsel          | Samenleving                                     |
| Klasse 1 | Klasse 1 | Klasse 1 | Bevorderen van activiteiten en lichaamsbeweging | Zorg voor de elektrolytenbalans en zuur-basenevenwicht | Gedragstherapie                          | Omgaan met crisissituaties | Zorg rondom geboorte       | Bemiddeling in zorgvoorzieningen | Bevordering van de gezondheid in de samenleving |
| Klasse 2 | Klasse 2 | Klasse 2 | Zorg voor de uitscheiding                       | Zorg bij geneesmiddelengebruik                         | Cognitieve therapie                      | Risicobestrijding          | Zorg rondom de opvoeding   | Beheer van zorgvoorzieningen     | Coördinatie van de risico's voor de samenleving |
| Klasse 3 | Klasse 3 | Klasse 3 | Zorg bij immobiliteit                           | Neurologische zorg                                     | Bevorderen van de communicatie           |                            | Zorg voor gezin en familie | Informatiebeheer                 |                                                 |
| Klasse 4 | Klasse 4 | Klasse 4 | Zorg voor de voeding                            | Peroperatieve zorg                                     | Ondersteunen bij probleemhantering       |                            |                            |                                  |                                                 |
| Klasse 5 | Klasse 5 | Klasse 5 | Bevorderen van lichamelijk comfort              | Zorg voor de ademhaling                                | Patiënten-voorlichting                   |                            |                            |                                  |                                                 |
| Klasse 6 | Klasse 6 | Klasse 6 | Ondersteunen van de persoonlijke zorg           | Huid- en wondverzorging                                | Bevorderen van het psychisch welbevinden |                            |                            |                                  |                                                 |
| Klasse 7 | Klasse 7 | Klasse 7 |                                                 | Temperatuur- regulering                                |                                          |                            |                            |                                  |                                                 |
| Klasse 8 | Klasse 8 | Klasse 8 |                                                 | Zorg voor de weefseldoorbloeding                       |                                          |                            |                            |                                  |                                                 |